# Sabriye Erecepova
Sabriye Erecepova (n. 12 iulie 1912, Bahcisarai, gubernia Taurida, Imperiul Rus – d. 18 septembrie 1977, Republica Sovietică Socialistă Uzbecă, URSS) a fost o cântăreață sovietică de naționalitate tătară crimeeană.

## Biografie
S-a născut la 12 iulie 1912 la Bahcisarai în familia pedagogului Kerim Cemilev și a lui Saide (d. 1924), cea din urmă fiind sora poetului Cemil Kermençikli. A avut trei frați. A absolvit Școala-model tătară crimeeană de nouă clase nr. 13 din Simferopol. A studiat canto în clasa Varvarei Hanbekova. A urcat pentru prima dată pe scenă în 1928, la vârsta de 16 ani, când a cântat în cor la un concert aniversar al actriței Sara Baikina⁠(d). După absolvirea studiilor, a predat la o școală de șapte clase din satul Tav-Bodrak.
În timpul celui de-al Doilea Război Mondial, înainte de ocuparea Crimeei în noiembrie 1941, a jucat în spectacole pe front și în spitale, ca parte a echipei de propagandă a Teatrului de Dramaturgie Tătar Crimeean⁠(d). În anii de ocupație era solistă la radioul crimeean și a jucat în același Teatru de Dramaturgie redeschis de autoritățile germane în Simferopol. În 1943, trupa de teatru a fost evacuată în România. În 1944, după repatriere, a fost deportată în Asia Centrală, unde la 15 septembrie 1950 a fost condamnată la 25 de ani de muncă silnică pentru aflarea pe teritoriul unei țări inamice în timpul războiului. La 12 martie 1956, cauza a fost revizuită și ea a fost eliberată. După reabilitare, a lucrat în Uzbekistan ca solistă a ansamblului național de cântec și dans tătar crimeean „Qaytarma⁠(d)” („Haitarma”), fiind decorată în 1964 cu titlul onorific de Artist Emerit al RSS Uzbece.
A fost mentora lui Üriye Kermençikli, care îi era rudă. A scris o carte de memorii.